# Ábrahám István (kosárlabdázó)
Ábrahám István György (Nagykőrös, 1948. augusztus 7. – 2022. augusztus 12. előtt) válogatott magyar kosárlabdázó.

## Életpályája
Általános iskolai és gimnáziumi tanulmányait Nagykőrösön végezte el. Az egyetemet a Budapesti Műszaki Egyetem Villamosmérnöki Karán végezte el.
1963 és 1966 között a Nagykőrösi Kinizsi, 1966 és 1980 között a MAFC kosárlabdázója volt. A MAFC csapatával két bajnoki címet nyert. 1970 és 1973 között 11 alkalommal szerepelt a válogatottban.

## Családja
Ötgyermekes család második gyermeke volt. Édesapja: Ábrahám Ferenc (1917–2003) fogász főorvos, édesanyja Komáromy Katalin (1920–?) testnevelő tanárnő voltak. Testvérei: Ábrahám Tibor, Ábrahám Katalin, Ábrahám Zoltán, Ábrahám László. Gyermekei: Ábrahám Diána, Ábrahám Nóra, Ábrahám Zsolt, Ábrahám Zsófia.